# 한스 크리스티안 그람

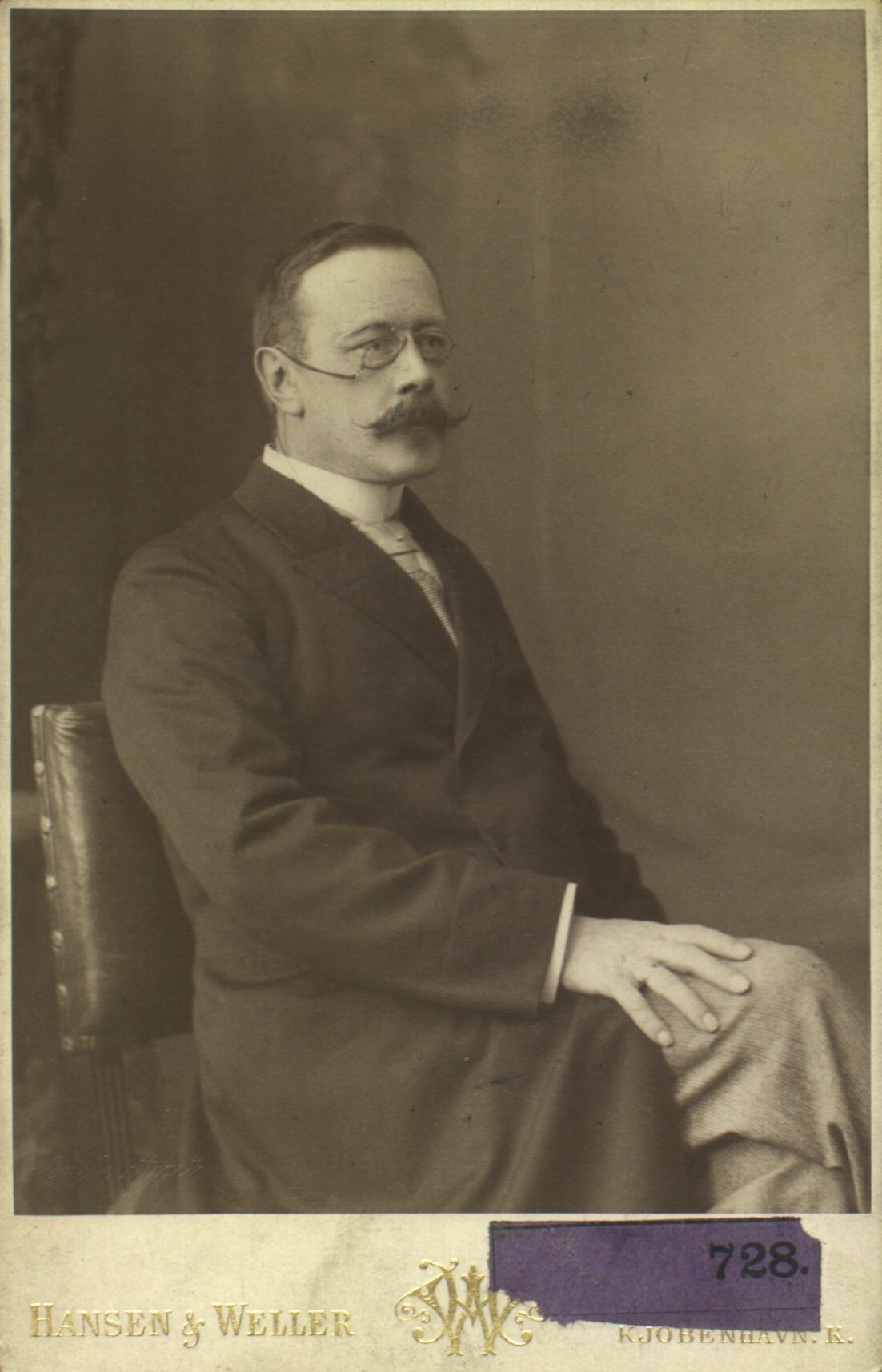

한스 크리스티안 그람(Hans Christian Joachim Gram, 1853년 9월 13일 ~ 1938년 11월 14일)은 덴마크의 미생물학자이다. 그람 염색법을 발명하기도 했다.
그람 염색은 1884년 그람이 발견한 세균 염색법으로 세균을 염기성 염색약으로 염색했을 때, 알코올이나 아세톤과 같은 유기용매에 쉽게 씻겨지는 그람음성세균과 잘 씻겨지지 않는 그람양성세균으로 나눌 수 있는데, 이처럼 세균을 분류할 수 있는 염색법을 분별 염색이라고 한다. 세균은 종에 따라 그람음성세균이나 그람양성세균 중 하나에 속하므로 분류학상 중요한 지표가 된다. 그람음성세균과 그람양성세균은 세포벽의 구성 성분에서 차이가 난다.
그람 염색은 세균을 슬라이드 글라스 위에 도말하여 열로 고정시키고, 보통 크리스탈 바이올렛과 같은 염기성 염색약으로 1차 염색을 한다. 그 후 염색약을 물로 씻어낸 다음 아이오딘 용액으로 착색시키는데, 이때 모든 세균이 염색되어 자주색을 띄게 된다. 그 다음에 에탄올과 같은 유기 용매로 탈색시키면 그람양성세균은 색이 그대로 남아 있지만 그람음성세균은 탈색이 된다. 바로 물로 씻어낸 뒤, 빨간색 염기성 염색약인 사프라닌으로 대비염색을 하면, 탈색된 그람음성세균은 이 염색약에 의해 빨간색이나 분홍색을 띠게 된다.

## 같이 보기
- 그람 염색